# 去年の夏 突然に
『去年の夏 突然に』（きょねんのなつとつぜんに、Suddenly Last Summer）は、テネシー・ウィリアムズの戯曲。1958年にオフ・ブロードウェイで初演された。

## 映画化
映画『去年の夏 突然に』（きょねんのなつとつぜんに、原題：Suddenly, Last Summer）は、1959年に製作・公開されたイギリス・アメリカ合作映画。1958年のテネシー・ウィリアムズの戯曲の映画化であり、ジョーゼフ・L・マンキーウィッツが監督を務め、エリザベス・テイラーとキャサリン・ヘプバーン、モンゴメリー・クリフトが主演した。テイラーは同年の『熱いトタン屋根の猫』に続き、ウィリアムズ作品への出演となった。ボーゼ・ハドリーの『ラヴェンダー・スクリーン』（白夜書房）には、本作がアメリカ映画史上初の男性の同性愛者を登場させた映画と書いてある。脚本のウィリアムズとゴア・ヴィダルは、ゲイであることでも知られる。
セット撮影はイギリスのシェパートン・スタジオで行われている。

### ストーリー
1937年ニューオーリンズ。若い女性キャサリン・ホリー（エリザベス・テイラー）は、従兄弟のセバスチャン・ヴェナブルがヨーロッパでの夏季休暇中に不審な死を遂げた事による、重度の情緒障害で私立の女性精神病院に収容されていた。セバスチャンの裕福な母親ヴァイオレット・ヴェナブル（キャサリン・ヘップバーン）は、息子とその死の裏に隠された好ましからざる真実を否定し、隠匿する努力を惜しまなかった。そのために、彼女は州立病院の責任者であるホックスタドラー博士（アルバート・デッカー）に賄賂を贈り、優秀な若い外科医ジョン・クックロヴィッツ博士（モンゴメリー・クリフト）に姪のキャサリンにロボトミー手術を施してもらい、キャサリンの「卑猥な独り言」から真実が明らかになることを未然に防ごうとした。
クックロヴィッツはキャサリンを訪ね、観察を開始した。クックロヴィッツが彼女にインタビューすると、セバスチャンの死とその後の崩壊につながる特定の出来事を思い出すのに苦労するが、思い出したいと心からの願望を表明した。キャサリンにロボトミーが必要であるとは考えなかったクックロヴィッチ博士は、キャサリンが彼女の恐れを払拭する手助けしようとする。クックロヴィッツは継続的な観察のためにキャサリンを州立病院に移すことに決めた。キャサリンの母親グレース（マーセデス・マッケンブリッジ）と兄弟のジョージ（ゲイリー・レイモンド）が彼女を訪ね、セバスチャンが高額の財産を残していることを明らかにする。しかし、ヴェナブル夫人は相続の条件としてキャサリンを施設に預け、ロボトミー手術実施を許諾することを強要していた。キャサリンは親兄弟が買収されている事を知って、逃亡を試みるが未遂に終わり部屋に戻される。
キャサリンを救う最後の手段としてクックロヴィッツは彼女をヴェナブルの地所に連れて行き、その夏の出来事を思い出すことへの抵抗を克服するため自白剤を投与した。叔母、母と弟、ミス・フォックスヒル（メイヴィス・ヴィラーズ）、ホックスタドラー博士、ベンソン看護士（パトリシア・マーモント）らの聴衆が見守る中、ジャングルのようなパティオでクックロヴィッツは質問を開始する。あの夏、セバスチャンは男たちを引き寄せる餌としてキャサリンを連れて行ったのだった。それまでは母親のヴァイオレットがその役を担っていたが、老いてきたためにキャサリンが代わりに選ばれたのだった。スペインのカベサ・デ・ロボのビーチでキャサリンは水中に引きずり込まれ、白い水着の生地が透けた。思惑通りに隣の公共ビーチから彼女を見守っていた若い男性のグループが近づいてきた。
灼熱のある日、セバスチャンとキャサリンは物乞いの少年たちに悩まされていた。セバスチャンが彼らを拒否すると、彼らは通りを追跡し始める。セバスチャンは逃げようと試みるが、何度も少年たちに群がられる。彼はついに丘の上にある寺院の廃墟の中に追い詰められた。キャサリンは必死に追いかけるが、目に映ったのは男たちに制圧されるセバスチャンであった。彼女が助けを求めて泣き叫ぶ中、彼らはセバスチャンを引き裂き始め、彼の肉を食べ始めた。セバスチャンの死について語るこの時点で、キャサリンは地面に倒れ伏しすすり泣いた。キャサリンの話を聞いたショックでヴェナブル夫人は発狂した。ゆっくりと席から立ち上がってクックロヴィッツの手を取り彼をセバスチャンと呼んだ。ヴェナブル夫人は連れ去られ、クックロヴィッツは回復したキャサリンの手を取り、二人は一緒に家に入った。 

### キャスト
| 役名                   | 俳優                         | 日本語吹替                                 |
| 役名                   | 俳優                         | NET版                                      |
| ---------------------- | ---------------------------- | ------------------------------------------ |
| キャサリン・ホリー     | エリザベス・テイラー         | 武藤礼子                                   |
| ベナブル夫人           | キャサリン・ヘップバーン     | 山岡久乃                                   |
| クックロウィッツ博士   | モンゴメリー・クリフト       | 山内雅人                                   |
| ホックスティダー博士   | アルバート・デッカー         | 吉沢久嘉                                   |
| ホリー夫人             | マーセデス・マッケンブリッジ | 関弘子                                     |
| ジョージ・ホリー       | ゲイリー・レイモンド         | 広川太一郎                                 |
| フォックスヒル         | メイヴィス・ヴィラーズ       | 麻生美代子                                 |
| シスター・フェリシティ | ジョアン・ヤング             | 中島喜美栄                                 |
| インターン             | デイヴィッド・キャメロン     | 野田圭一                                   |
| 不明 その他            | N/A                          | 京千英子 水鳥鉄夫                          |
| 日本語版スタッフ       |                              |                                            |
| 演出                   | 演出                         | 小林守夫                                   |
| 翻訳                   | 翻訳                         | 木原たけし                                 |
| 調整                   | 調整                         | 前田仁信                                   |
| 効果                   | 効果                         | 芦田公雄 熊耳勉                            |
| 制作                   | 制作                         | 東北新社                                   |
| 解説                   | 解説                         | 淀川長治                                   |
| 初回放送               | 初回放送                     | 1970年8月2日 『日曜洋画劇場』 正味96分14秒 |

### 映画賞受賞・ノミネーション
- 受賞
  - ゴールデングローブ賞 主演女優賞 (ドラマ部門)：エリザベス・テイラー
- ノミネーション
  - アカデミー主演女優賞：エリザベス・テイラー、キャサリン・ヘプバーン
  - アカデミー美術賞（モノクロ）：オリヴァー・メッセル、ウィリアム・ケルナー、スコット・スリモン
  - ゴールデングローブ賞 主演女優賞 (ドラマ部門)：キャサリン・ヘプバーン